# فهرس آر سي دبليو

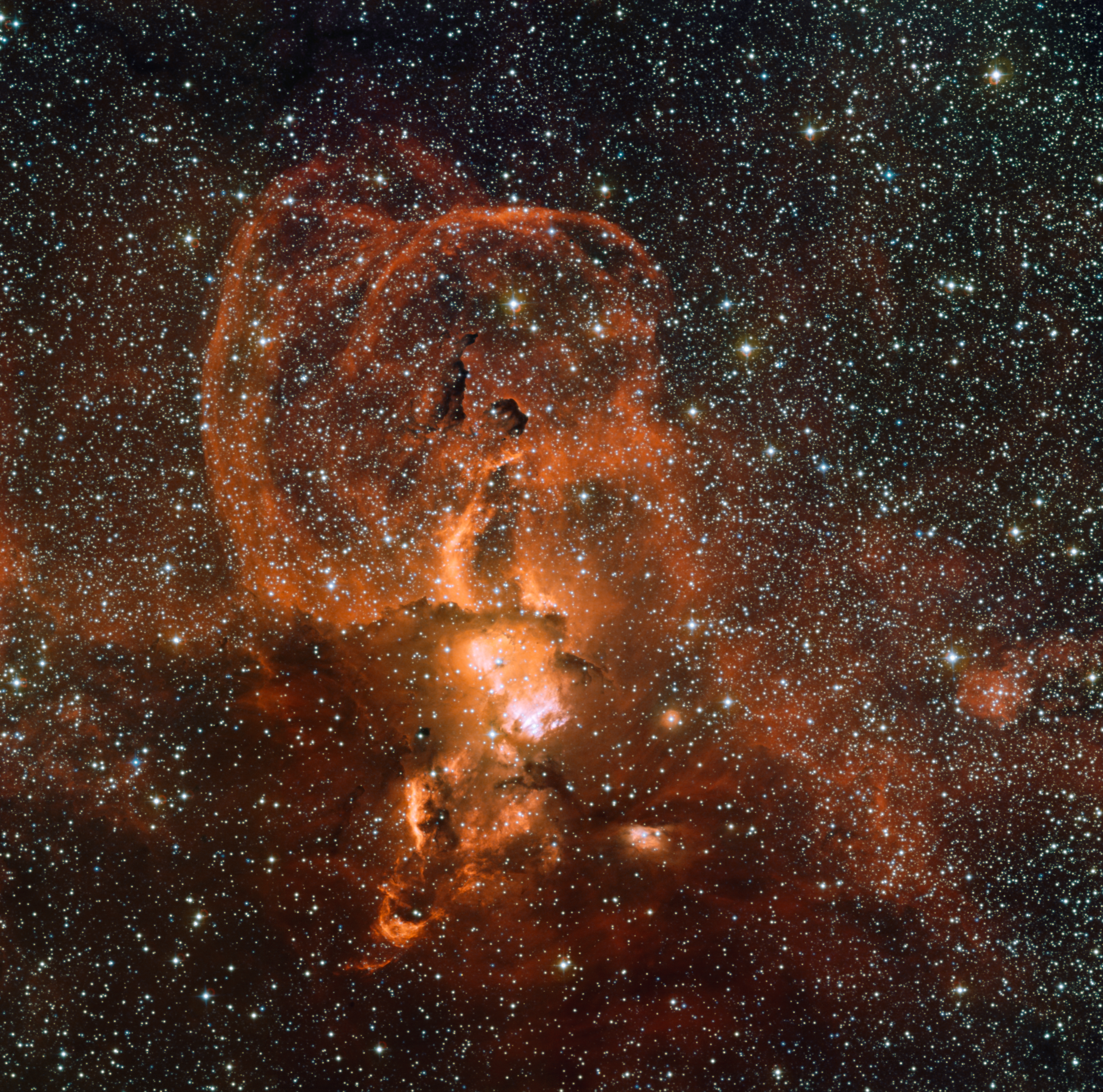
سديم NGC 3582 هو جزء من منطقة كبيرة في مجرة درب التبانة تكثر فيها نشأة نجوم جديدة ، تسمى أر سي دبليو 57. وقد قام مرصد لاسيلا في شيلي بالتقاط تلك الصورة.

آر سي دبليو أو فهرس آر سي دبليو في علم الفلك (بالإنجليزية:RCW Catalogue)
هو فهرس فلكي مسمى بأسم ثلاثة من العلماء اقترحوه، الثلاثة علماء هم «روجرز» و «كامبل» و «وايتوك»، بغرض جدولة جميع مناطق إصدار ألفا الهيدروجين Hα-emission منطقة هيدروجين II في الجزء الجنوبي من مجرة درب التبانة موصوفة في:(Rodgers et al.   1960). ويتكون الفهرس من 182 جرم سماوي، وهو يحوي في نفس الوقت أجرام «كتالوج جام» الذي يتكون من 84 جرم سماوي، كما يحوي أيضا «فهرس كالدويل» الذي يحوي بعضا من أجرام آر سي دبليو.
يحتوي فهرس أر سي دبليو أيضا على بعض الأجرام المذكورة في «فهرس شاربلس-2» (312 جرم سماوي)، على الرغم من أن هذا الفهرس يهتم بصفة أساسية بجدولة أجرام الجزء السماوي الشمالي، في حين أن فهرس أر سي دبليو و «فهرس جام»  يهتمان بجدولة أجرام الجزء السماوي الجنوبي.
قام الثلاثة علماء "ألكساندر روجرز" و "كولين كامبل" و <ون وايتوك" بتجميع الفهرس في عام 1960 أثناء عملهم بمرصد مونت ستروملو في أستراليا. كان الثلاثة علماء يعملون تحت إشراف "بارت بوك".

## بعض الأمثلة
يستعرض هذه القائمة صورا ومعلومات عن بعض أجرام فهرس آر سي دبليو، وهي صور إلتقطها هواة فلكيون ومن المرصد الأوروبي الجنوبي [ايسو] وإيسا (وكالة الفضاء الأوروبية) وناسا.(يمكنك أن تنقر الصورة فتراها مكبرة.)
| RCW            | Name            | Images | Names & Designations                                                                     |
| -------------- | --------------- | ------ | ---------------------------------------------------------------------------------------- |
| آر سي دبليو 38 | آر سي دبليو 38  |        | RCW 38                                                                                   |
| RCW 49         | RCW 49 ‏         |        | Gum 29                                                                                   |
| RCW 57         | NGC 3603        |        | NGC 3582                                                                                 |
| RCW 86         | م أ 185         |        | RCW 86                                                                                   |
| RCW 88         | RCW 88          |        | RCW 88                                                                                   |
| RCW 108        | RCW 108         |        | Gum 53                                                                                   |
| RCW 124        | إن جي سي 6302   |        | Sh2-6, NGC 6302, Bug Nebula, PK 349+01 1, Butterfly Nebula, RCW 124, Gum 60, Caldwell 69 |
| RCW 127        | سديم مخلب القطة |        | ESO 392-EN 009, Sharpless 8, RCW 127, Gum 64, NGC 6334                                   |
| RCW 131        | إن جي سي 6357   |        | Sh2-11, NGC 6357, RCW 131, Gum 66, War and Peace Nebula                                  |
| RCW 146        | سديم البحيرة    |        | Sh2 25, RCW 146, Gum 72                                                                  |
| RCW 147        | مسييه 20        |        | Sh2 30, M20, NGC 6514, RCW 147, Gum 76                                                   |
| RCW 160        | سديم أوميجا     |        | Omega Nebula, M17, NGC 6618, Swan Nebula, Sharpless 45, RCW 160, Gum 81                  |
| RCW 165        | سديم النسر      |        | Sh2-49, Messier 16, NGC 6611, RCW 165, Gum 83                                            |

## القائمة
- RCW 1
- RCW 2
- RCW 3
- RCW 4
- RCW 5
- RCW 6
- RCW 7
- RCW 8
- RCW 9
- RCW 10
- RCW 11
- RCW 12
- RCW 13
- RCW 14
- RCW 15
- RCW 16
- RCW 17
- RCW 18
- RCW 19
- RCW 20
- RCW 21
- RCW 22
- RCW 23
- RCW 24
- RCW 25
- RCW 26
- RCW 27
- RCW 28
- RCW 29
- RCW 30
- RCW 31
- RCW 32
- RCW 33
- RCW 34
- RCW 35
- RCW 36
- RCW 37
- آر سي دبليو 38
- RCW 39
- RCW 40
- RCW 41
- RCW 42
- RCW 43
- RCW 44
- RCW 45
- RCW 46
- RCW 47
- RCW 48
- RCW 49
- RCW 50
- RCW 51
- RCW 52
- RCW 53
- RCW 54
- RCW 55
- RCW 56
- NGC 3603
- RCW 58
- RCW 59
- سديم الدجاجة الجارية
- RCW 61
- RCW 62
- RCW 63
- RCW 64
- RCW 65
- RCW 66
- RCW 67
- RCW 68
- RCW 69
- RCW 70
- RCW 71
- RCW 72
- RCW 73
- RCW 74
- RCW 75
- RCW 76
- RCW 77
- RCW 78
- RCW 79
- RCW 80
- RCW 81
- RCW 82
- RCW 83
- RCW 84
- RCW 85
- م أ 185
- RCW 87
- RCW 88
- RCW 89
- RCW 90
- RCW 91
- RCW 92
- RCW 93
- RCW 94
- RCW 95
- RCW 96
- RCW 97
- RCW 98
- RCW 99
- RCW 100
- RCW 101
- RCW 102
- RCW 103
- RCW 104
- RCW 105
- RCW 106
- RCW 107
- RCW 108
- RCW 109
- RCW 110
- RCW 111
- RCW 112
- RCW 113
- RCW 114
- RCW 115
- RCW 116
- RCW 117
- RCW 118
- RCW 119
- RCW 120
- RCW 121
- RCW 122
- RCW 123
- إن جي سي 6302
- RCW 125
- RCW 126
- سديم مخلب القطة
- RCW 128
- RCW 129
- RCW 130
- إن جي سي 6357
- RCW 132
- RCW 133
- RCW 134
- RCW 135
- RCW 136
- RCW 137
- RCW 138
- RCW 139
- RCW 140
- RCW 141
- RCW 142
- RCW 143
- RCW 144
- RCW 145
- سديم البحيرة
- مسييه 20
- RCW 148
- RCW 149
- RCW 150
- RCW 151
- RCW 152
- RCW 153
- RCW 154
- RCW 155
- RCW 156
- RCW 157
- RCW 158
- RCW 159
- سديم أوميجا
- RCW 161
- RCW 162
- RCW 163
- RCW 164
- سديم النسر
- RCW 166
- Sh2-54
- RCW 168
- RCW 169
- RCW 170
- RCW 171
- RCW 172
- RCW 173
- RCW 174
- RCW 175
- RCW 176
- RCW 177
- RCW 178
- RCW 179
- RCW 180
- RCW 181
- RCW 182

## المرجع
- Rodgers، A. W.؛ Campbell، C. T.؛ Whiteoak، J. B. (1960)، "A catalogue of Hα-emission regions in the southern Milky Way"، Monthly Notices of the Royal Astronomical Society، ج. 121، ص. 103–110، Bibcode:1960MNRAS.121..103R، مؤرشف من الأصل في 2019-12-13، اطلع عليه بتاريخ 2007-01-30

## وصلات خارجية
- The RCW Catalog (بيانات السدم وصور لها.)
- Galactic Explorers: Gum, Bok and Sharpless (تاريخ)
- ESO, RCW 86 فيـــــديو

## اقرأ أيضا
- فهرس شاربلس
- كتالوج كالدويل